# 大眼絨鬚石首魚
大眼絨鬚石首魚為輻鰭魚綱鱸形目鱸亞目石首魚科的其中一種，分布中東太平洋的墨西哥海域，棲息深度可達26公尺，體長可達40公分，棲息在沿岸潟湖、河口區。